# Alchemilla damianicensis
Alchemilla damianicensis é uma espécie de rosácea do gênero Alchemilla, pertencente à família Rosaceae.